# Hughes-Medaille

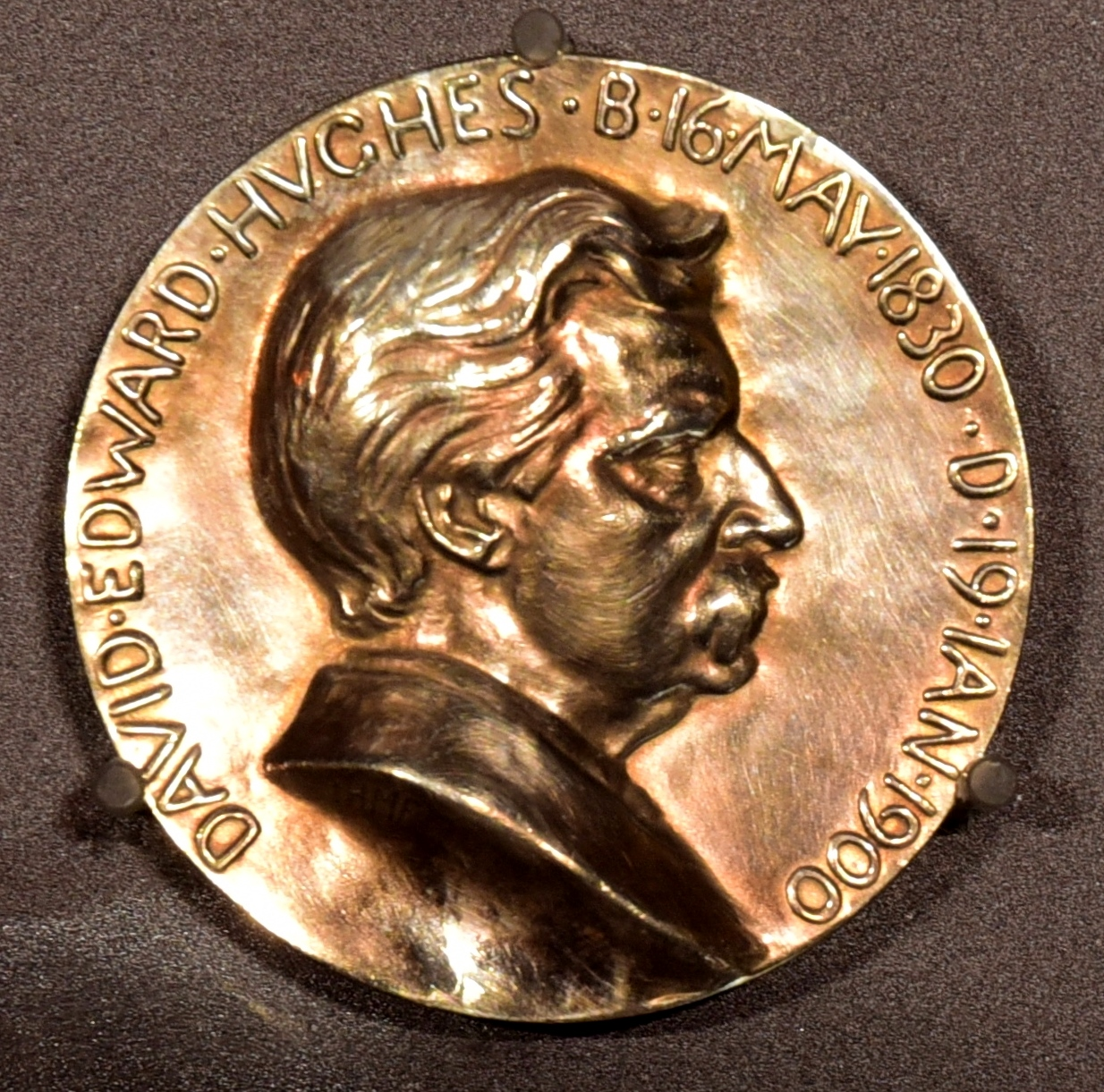
Hughes-Medaille

Die Hughes-Medaille, benannt nach David Edward Hughes, ist eine von der Royal Society verliehene Auszeichnung für originäre Entdeckungen auf dem Gebiet der Physik, insbesondere auf dem Gebiet des Elektromagnetismus und seiner Anwendungen. Der Preis besteht aus einer vergoldeten Silbermedaille und ist (Stand 2023) mit einem Preisgeld von 2000 Pfund Sterling dotiert. Seit 2008 wird sie unregelmäßig vergeben.

## Preisträger
- 1902: Joseph John Thomson
- 1903: Johann Wilhelm Hittorf
- 1904: Joseph Wilson Swan
- 1905: Augusto Righi
- 1906: Hertha Marks Ayrton
- 1907: Ernest Howard Griffiths
- 1908: Eugen Goldstein
- 1909: Richard Glazebrook
- 1910: John Ambrose Fleming
- 1911: Charles Thomson Rees Wilson
- 1912: William Duddell
- 1913: Alexander Graham Bell
- 1914: John Sealy Townsend
- 1915: Paul Langevin
- 1916: Elihu Thomson
- 1917: Charles Glover Barkla
- 1918: Irving Langmuir
- 1919: Charles Chree
- 1920: Owen Willans Richardson
- 1921: Niels Bohr
- 1922: Francis William Aston
- 1923: Robert Andrews Millikan
- 1924: Nicht vergeben
- 1925: Frank Edward Smith
- 1926: Henry Bradwardine Jackson
- 1927: William David Coolidge
- 1928: Maurice de Broglie
- 1929: Hans Geiger
- 1930: C. V. Raman
- 1931: William Lawrence Bragg
- 1932: James Chadwick
- 1933: Edward Victor Appleton
- 1934: Manne Siegbahn
- 1935: Clinton Davisson
- 1936: Walter Schottky
- 1937: Ernest Lawrence
- 1938: John Cockcroft und Ernest Walton
- 1939: George Paget Thomson
- 1940: Arthur Holly Compton
- 1941: Nevill Francis Mott
- 1942: Enrico Fermi
- 1943: Marcus Laurence Elwin Oliphant
- 1944: George Finch
- 1945: Basil Schonland
- 1946: John Turton Randall
- 1947: Frédéric Joliot-Curie
- 1948: Robert Watson-Watt
- 1949: Cecil Powell
- 1950: Max Born
- 1951: Hendrik Anthony Kramers
- 1952: Philip Dee
- 1953: Edward C. Bullard
- 1954: Martin Ryle
- 1955: Harrie Massey
- 1956: Frederick Lindemann
- 1957: Joseph Proudman
- 1958: Edward Andrade
- 1959: Alfred Pippard
- 1960: Joseph Pawsey
- 1961: Alan Cottrell
- 1962: Brebis Bleaney
- 1963: Frederic Calland Williams
- 1964: Abdus Salam
- 1965: Denys Wilkinson
- 1966: Nicholas Kemmer
- 1967: Kurt Mendelssohn
- 1968: Freeman Dyson
- 1969: Nicholas Kurti
- 1970: David Bates
- 1971: Robert Hanbury Brown
- 1972: Brian D. Josephson
- 1973: Peter B. Hirsch
- 1974: Peter Fowler
- 1975: Richard Dalitz
- 1976: Stephen Hawking
- 1977: Antony Hewish
- 1978: William Cochran
- 1979: Robert Williams
- 1980: Francis Farley
- 1981: Peter Higgs, T. W. B. Kibble
- 1982: Drummond Hoyle Matthews und Frederick Vine
- 1983: John Clive Ward
- 1984: Roy Patrick Kerr
- 1985: Tony Skyrme
- 1986: Michael Woolfson
- 1987: Michael Pepper
- 1988: Archibald Howie und Michael John Whelan
- 1989: John Stewart Bell
- 1990: Thomas George Cowling
- 1991: Philip Burton Moon
- 1992: Michael J. Seaton
- 1993: George Isaak
- 1994: Robert Chambers
- 1995: David Shoenberg
- 1996: Amyand Buckingham
- 1997: Andrew Richard Lang
- 1998: Raymond Hide
- 1999: Alexander Boksenberg
- 2000: Chintamani Rao
- 2001: John Pethica
- 2002: Alexander Dalgarno
- 2003: Peter Edwards
- 2004: John Clarke
- 2005: Keith Moffatt
- 2006: Michael Kelly
- 2007: Artur Ekert
- 2008: Michele Dougherty
- 2010: Andre Geim
- 2011: Matthew J. Rosseinsky
- 2013: Henning Sirringhaus
- 2015: George Efstathiou
- 2017: Peter Bruce
- 2019: Andrew Cooper
- 2020: Clare Grey
- 2021: John Irvine
- 2022: Saiful Islam
- 2023: Erwin Reisner
- 2024: Linda Faye Nazar